# كاميلي نورتن
كاميلي نورتن (بالإنجليزية: Camille Norton)‏ هي كاتِبة وشاعرة أمريكية، ولدت في 1955.